# Viðoy
Viðoy (IPA: [ˈviːɔi], danska: Viderø) är en av de arton öar som utgör Färöarna, och är med sina 41 km² den näst största av de sex öar i regionen Norðoyar. Ön är indelad i två kommuner: Viðareiðis kommun på nordostkusten, och Hvannasunds kommun på sydostkusten. Öns namn kommer från det färöiska namnet för ved, viður, och syftar på drivved från Sibirien och Nordamerika, som tidigare var en viktig resurs på de annars trälösa Färöarna. Vid folkräkningen 2015 hade Viðoy 581 invånare.

## Geografi
Den större delen av Viðoy är mycket bergig, med höga och branta klippor längs med havet. Totalt har ön elva bergstoppar, där det högsta är Villingadalsfjall (841 möh.), som också är ögruppens nordligaste. På nordkusten ligger också Enniberg (754 m ö.h.) som är bland världens högsta havsklippor, som är Färöarnas nordligaste punkt. Enniberg är Europas näst högsta havsklippa, efter Hornelen i Norge.
Långt söderut på ön ligger den två kilometer långa viken Viðvík. Den var förhållandevis svår att nå, men var en viktig plats för uppsamling av drivved. Viken är idag en godkänd plats för Grindadráp.
Öns nord- och östkust har klassats som viktiga fågelområden av organisationen Birdlife International, tack vare områdets betydelse som häckningsplats för havsfåglar, speciellt stormsvala, tretåig mås, lunnefågel, sillgrissla och tobisgrissla.
Viðoy har förbindelse till grannön Borðoy genom en bro mellan Hvannasund och Norðdepil. Hvannasund och Viðareiði har vägförbindelse längs med västkusten.

## Historia
Byarna Viðareiði och Hvannasund nämndes första gångerna i Hundbrevet från 1300-talet samt 1584. I Viðareiði finns Viðareiði kyrka och prästgården Ónagerði, där huvudpersonen i Jørgen-Frantz Jacobsens roman Barbara, prästfrun Beinta Broberg, bodde på 1600-talet. Dagens byggnader på gården är från 1892, och gården huserar dessutom kyrkosilver som mottogs som gåva från Storbritannien som tack för räddning av besättningen på briggen "Marwood", som förliste utanför Viðoy 1847.
Under andra världskriget flög ett brittiskt Catalinaflyg in i bergssidan vid Viðvíksrók den 23 april 1943. Flyget var troligtvis på väg till Norge med en penga- och persontransport då olyckan inträffade. Olyckan krävde åtta människoliv, och vrakrester återfinns fortfarande på platsen.